# Ferieglæder
Ferieglæder er en dansk dokumentarfilm fra 1983 instrueret af Aksel Hald-Christensen.

## Handling
Sammenklip af Aksel Halds tidligere film og gamle optagelser. En film om 40 års rejser med campingvogn i blandt andet Tyskland, Sverige, Norge, England og Skotland.